# کلیسای ارتدکس یونانی سنت نیکلاس
کلیسای ارتدکس یونانی سنت نیکلاس (به اسپانیایی: Iglesia Ortodoxa Griega San Nicolás‎) یک کلیسای ارتدکس شرقی است که در محوطه ستاد جامعه یونانی در محله پرادو در مونته ویدئو، اروگوئه واقع شده‌است.
این کلیسا یک مکان برای ملاقات‌های اجتماعی و مذهبی برای جامعه اروگوئه ای یونان است. این کلیسا بخشی از اسقف اعظم ارتدکس یونان در بوینس آیرس و آمریکای جنوبی است.